# Кабардино-Балкарија
Кабардино-Балкарија, или званично Кабардино-Балкарска Република (рус. Кабардино-Балкарская Республика) је конститутивни субјект Руске Федерације са статусом републике на простору северног Кавказа.
Главни град републике је град Наљчик.

## Етимологија
Република је названа према два народа који је насељавају: Кабардинцима (народ севернокавкаског односно черкеског порекла) и Балкарима (народ туркијског порекла).

## Географија
Република је географски подељена на два етно-историјска региона, Кабардију (на северу) и Балкарију (на југу). Ово се међутим не рефлектује у административној подели републике, јер она административно представља унитарну територију подељену на градове и дистрикте.

## Историја
Кабардинци су народ черкеског порекла и населили су се на овим просторима у 9. веку, док се Балкари сматрају потомцима Прабугара, односно потомцима оних Прабугара који су остали да живе на подручју Кавказа, док су се остали припадници прабугарског народа преселили на Балкан и средњу Волгу.
Од 16. века, регион постаје протекторат руске државе у експанзији. Кабардинци су били савезници Руса, док су Балкари пружали отпор Русима много година. У кратком периоду између 1739. и 1774. године, Кабардија је била независна, али је затим анексирана од стране Русије, док је Балкарију Русија анексирала 1827. године.
Године 1921. регион је постао део Аутономне Републике Планинских Народа, да би касније исте године била формирана Кабардинска аутономна област. Наредне године, име области је промењено у Кабардинско-Балкарска аутономна област, а 1936. године, статус региона је уздигнут на ниво аутономне совјетске социјалистичке републике.
Стаљин је 1944. оптужио Балкаре за сарадњу са нацистима и депортовао их са овог подручја, а балкарско национално име је избачено из назива републике. Балкарском становништву је било дозвољено да се врати 1957. године, када је и претходно двонационално име републике враћено.

## Становништво
| 1989.   | 2002.   | 2010.   |
| ------- | ------- | ------- |
| 759,586 | 901,494 | 859,939 |

### Етнички састав

#### Попис из 1926. године
- Кабардинци = 122.402 (60,0%)
- Балкари = 33.197 (16,3%)
- Украјинци = 17.213 (8,4%)
- Руси = 15.344 (7,5%)
- Осети = 4.078 (2,0%)

#### Попис из 1989. године
- Кабардинци = 364.494 (48,2%)
- Руси = 240.750 (31,9%)
- Балкари = 70.793 (9,4%)
- Украјинци = 12.826 (1,7%)
- Осети = 9.996 (1,3%)

#### Попис из 2002. године
- Кабардинци = 498.702 (55,3%)
- Руси = 226.620 (25,1%)
- Балкари = 104.951 (11,6%)
- Осети = 9.845 (1,1%)
- Украјинци = 7.592 (0,8%)

### Религија
Главна религија у републици је ислам. 

### Градови
Највећи градови републике су (са приказом броја становника 2009. године): 
- Наљчик (270.000)
- Баксан (76.000)
- Прохладни (60.000)
- Докшукино (33.000)
- Мајски (27.000)
- Дугулубгеј (20.000)